# Phreatodesmus torreyanus
Phreatodesmus torreyanus är en mångfotingart som beskrevs av Loomis 1960. Phreatodesmus torreyanus ingår i släktet Phreatodesmus, ordningen banddubbelfotingar, klassen dubbelfotingar, fylumet leddjur och riket djur. Inga underarter finns listade i Catalogue of Life.